# Koladyneć
Koladyneć (ukr. Колядинець) – wieś na Ukrainie, w obwodzie sumskim, w rejonie romeńskim. W 2001 liczyła 705 mieszkańców, spośród których 694 posługiwało się językiem ukraińskim, 5 rosyjskim, a 6 ormiańskim.